# Александровка (Липецкий район)
Алекса́ндровка — село Васильевского сельсовета Липецкого района Липецкой области. Расположено на берегах реки Кленовой — притока реки Репец.
Возникла не позднее первой четверти XVIII века. Название — по владелице Александре Федоровне Разумовской, дочери сподвижника Петра I Ф. М. Апраксина.
Селение имело также другие имена: Клено́вое — по реке Кленовой, Ржа́вский Посёлок — по соседнему селу Ржавец. Часть жителей Александровки переселились сюда именно из Ржавца.
В 1787 году А.Ф. Разумовской в селе была построена Николаевская церковь, ныне заброшенная.

## Население
| 1859 | 2010 | 2012 |
| ---- | ---- | ---- |
| 1091 | ↘33  | ↗39  |